# Kuntzeomyces ruizianae
Kuntzeomyces ruizianae är en svampart som beskrevs av M. Piepenbr. 2001. Kuntzeomyces ruizianae ingår i släktet Kuntzeomyces och familjen Anthracoideaceae.   Inga underarter finns listade i Catalogue of Life.